# Signy-l'Abbaye
Signy-l'Abbaye é uma comuna francesa na região administrativa de Grande Leste, no departamento das Ardenas. Estende-se por uma área de 62,03 km². Em 2010 a comuna tinha 1 385 habitantes (densidade: 22,3 hab./km²).